# Alewtina Walerjewna Biktimirowa

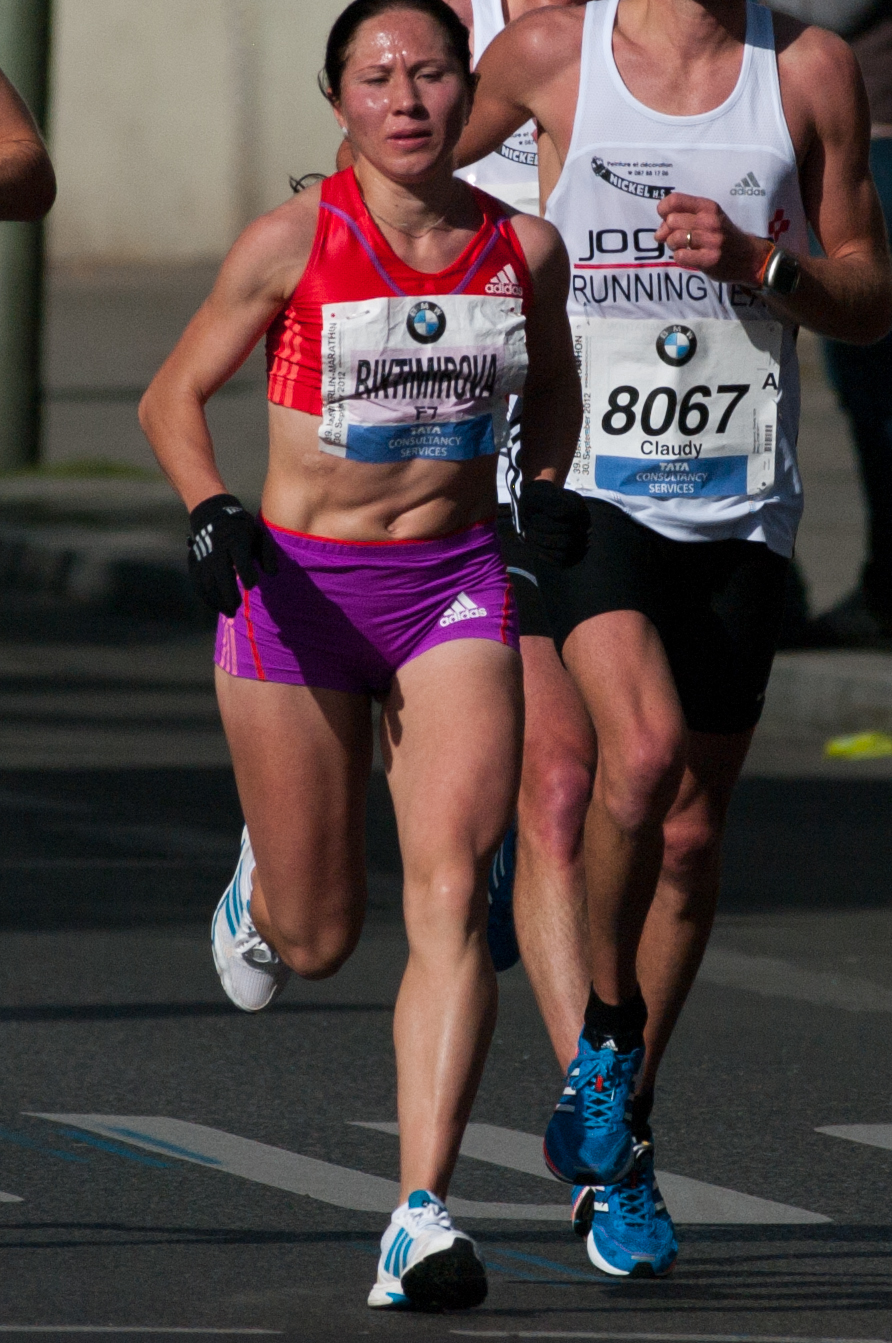
Biktimorowa in einer Läufergruppe beim Berlin-Marathon 2012

Alewtina Walerjewna Biktimirowa (russisch Алевтина Валерьевна Биктимирова, engl. Transkription Alevtina Biktimirova; * 10. September 1982 in Tscheboksary) ist eine russische Marathonläuferin.
2004 wurde sie Zweite beim Ottawa-Marathon. 2005 belegte sie denselben Platz beim Turin-Marathon und stellte beim Frankfurt-Marathon mit 2:25:12 h den aktuellen (Stand 2008) Streckenrekord auf, was gleichzeitig ihre persönliche Bestzeit darstellt.
Beim Marathon der Leichtathletik-Europameisterschaften 2006 wurde sie Sechste, nachdem sie zuvor in diesem Jahr beim Boston-Marathon auf denselben Platz gekommen war. 
2007 wurde sie Dritte beim Rotterdam-Marathon und beim Toronto Waterfront Marathon und siegte beim Honolulu-Marathon, bei dem sie im Vorjahr Zweite geworden war.
2008 wurde sie beim bis dahin knappsten Finish in der Geschichte der Damenrennen des Boston-Marathons um zwei Sekunden von Dire Tune geschlagen. Ebenfalls den zweiten Platz belegte sie beim Chicago-Marathon, und in Honolulu wurde sie Fünfte.
Einem vierten Platz beim Tokio-Marathon 2009 folgte ein neunter bei den Leichtathletik-Weltmeisterschaften in Berlin, wo sie zusammen mit Nailja Julamanowa und Swetlana Sacharowa Bronze in der Mannschaftswertung des Marathon-Weltcups gewann.
2010 siegte sie beim Tokio-Marathon.
Alewtina Biktimirowa ist 1,63 m groß, wiegt 52 kg und wird von Albina Mefodjewa trainiert.